# うんちく・しりすぎ
『うんちく・しりすぎ』は、日本テレビ系列で2010年1月15日から2010年6月18日まで金曜19:00 - 19:56（『1900』金曜枠）に放送されたバラエティ番組。2010年3月12日までは『SUPER SURPRISE』の金曜日企画『うんちくクン』として放送されていたが、4月16日からは単独の番組として新スタートした。ハイビジョン制作。

## 内容
2009年6月 - 7月に放送された『しりすぎちゃん』の後継番組。視聴者が知りたいこと、気になることをその道のエキスパートが詳しく説明する。
2010年4月以降はゲストの依頼に基づき、数珠つなぎ形式で、最強・最低な人・物・事を追求していく企画「もっともっとリレー!」を中心に放送された。

## 出演者
- 今田耕司
- 徳光和夫
- ロザン（宇治原史規・菅広文）
- サバンナ（高橋茂雄・八木真澄）
- 佐藤良子（当時・日本テレビアナウンサー）
- 椚ありさ（ファッションモデル）※不定期出演

## ネット局
| 放送対象地域   | 放送局                                         | 放送曜日・時間    |
| -------------- | ---------------------------------------------- | ----------------- |
| 関東広域圏     | 日本テレビ（NTV） 『うんちく・しりすぎ』制作局 | 金曜19:00 - 19:56 |
| 北海道         | 札幌テレビ（STV）                              | 金曜19:00 - 19:56 |
| 青森県         | 青森放送（RAB）                                | 金曜19:00 - 19:56 |
| 岩手県         | テレビ岩手（TVI）                              | 金曜19:00 - 19:56 |
| 宮城県         | ミヤギテレビ（MMT）                            | 金曜19:00 - 19:56 |
| 秋田県         | 秋田放送（ABS）                                | 金曜19:00 - 19:56 |
| 山形県         | 山形放送（YBC）                                | 金曜19:00 - 19:56 |
| 福島県         | 福島中央テレビ（FCT）                          | 金曜19:00 - 19:56 |
| 山梨県         | 山梨放送（YBS）                                | 金曜19:00 - 19:56 |
| 新潟県         | テレビ新潟（TeNY）                             | 金曜19:00 - 19:56 |
| 長野県         | テレビ信州（TSB）                              | 金曜19:00 - 19:56 |
| 静岡県         | 静岡第一テレビ（SDT）                          | 金曜19:00 - 19:56 |
| 富山県         | 北日本放送（KNB）                              | 金曜19:00 - 19:56 |
| 石川県         | テレビ金沢（KTK）                              | 金曜19:00 - 19:56 |
| 福井県         | 福井放送（FBC）                                | 金曜19:00 - 19:56 |
| 中京広域圏     | 中京テレビ（CTV）                              | 金曜19:00 - 19:56 |
| 近畿広域圏     | 読売テレビ（ytv）                              | 金曜19:00 - 19:56 |
| 鳥取県・島根県 | 日本海テレビ（NKT）                            | 金曜19:00 - 19:56 |
| 広島県         | 広島テレビ（HTV）                              | 金曜19:00 - 19:56 |
| 山口県         | 山口放送（KRY）                                | 金曜19:00 - 19:56 |
| 徳島県         | 四国放送（JRT）                                | 金曜19:00 - 19:56 |
| 香川県・岡山県 | 西日本放送（RNC）                              | 金曜19:00 - 19:56 |
| 愛媛県         | 南海放送（RNB）                                | 金曜19:00 - 19:56 |
| 高知県         | 高知放送（RKC）                                | 金曜19:00 - 19:56 |
| 福岡県         | 福岡放送（FBS）                                | 金曜19:00 - 19:56 |
| 長崎県         | 長崎国際テレビ（NIB）                          | 金曜19:00 - 19:56 |
| 熊本県         | くまもと県民テレビ（KKT）                      | 金曜19:00 - 19:56 |
| 鹿児島県       | 鹿児島読売テレビ（KYT）                        | 金曜19:00 - 19:56 |

## スタッフ
- ナレーション：奥田民義
- 構成：上野耕平、藤井靖大、小林のぞみ、カツオ
- ディレクター：堀井穂高、武田雄一
- 総合演出：芳住昌之
- 演出：門脇泰久、高橋研、池谷賢志（スタジオ）
- プロデューサー：上田識喜、田中栄次、大沢克文、堀内美保 / 町尻具宗（日本テレビ）
- チーフプロデューサー：福地聡
- 制作協力：AX-ON、ザ・カラーズ、CNインターボイス、LUCAS
- 製作著作：日本テレビ